# Pál Lengyel
Pál Hugó Lengyel, né le 1er avril 1868 à Szabadka et mort le 4 octobre 1932 à Budapest, est un espérantiste hongrois plus connu sous le nom de Paŭlo de Lengyel.

## Biographie

### Jeunesse
Pál Lengyel nait le 1er avril 1868 à Szabadka en Autriche-Hongrie,. Ses parents sont Géza Dezső Lengyel, enseignant dans un gymnasium, et Maria Juhász. En 1872, il devient orphelin et est élevé par sa grand-mère, Bartha Teréz.

## Œuvres
- (eo) Libro de l’ humoraĵo, 1899